# Hudsonfloden

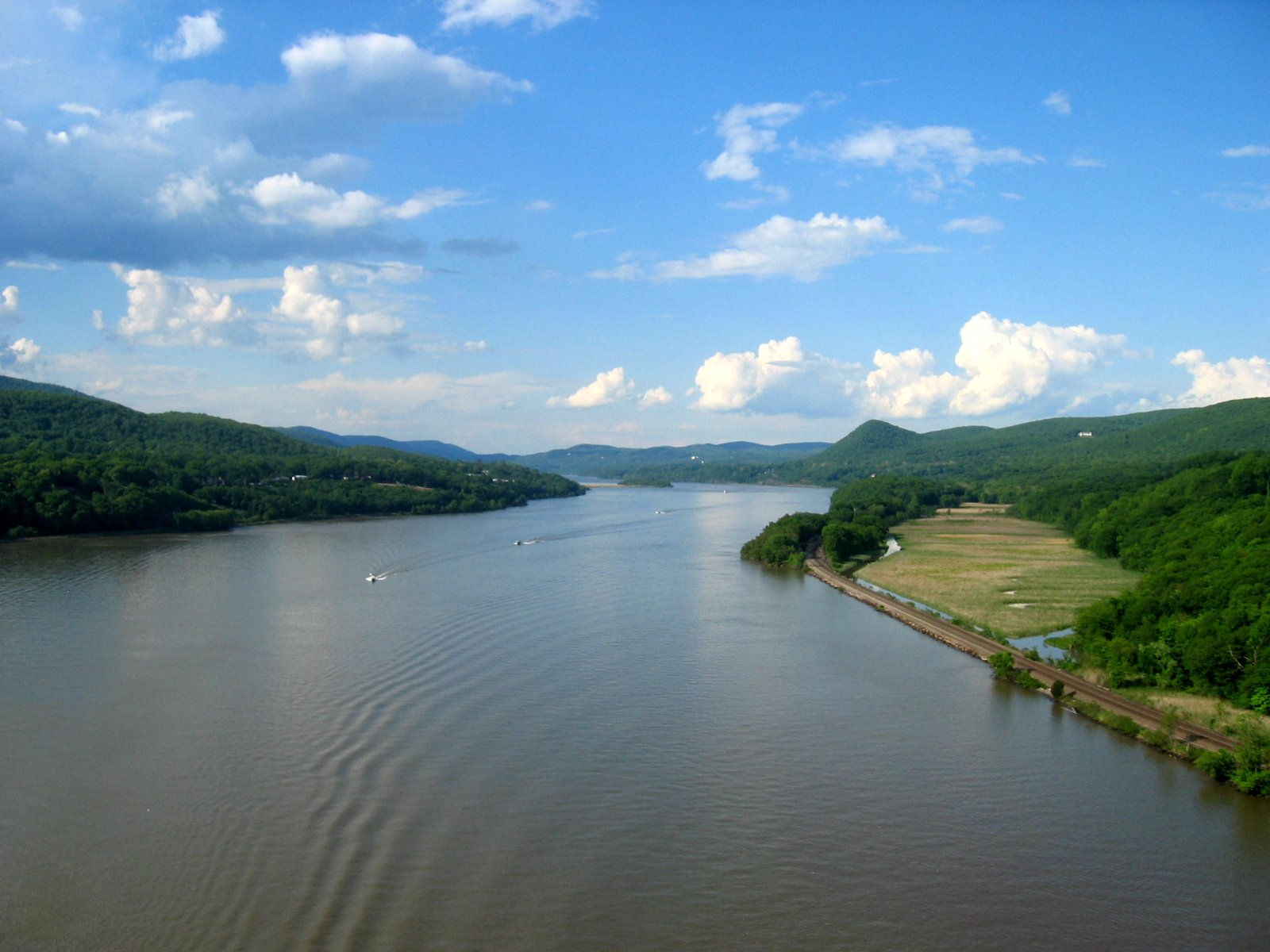
Hudsonfloden från Bear Mountain Bridge.

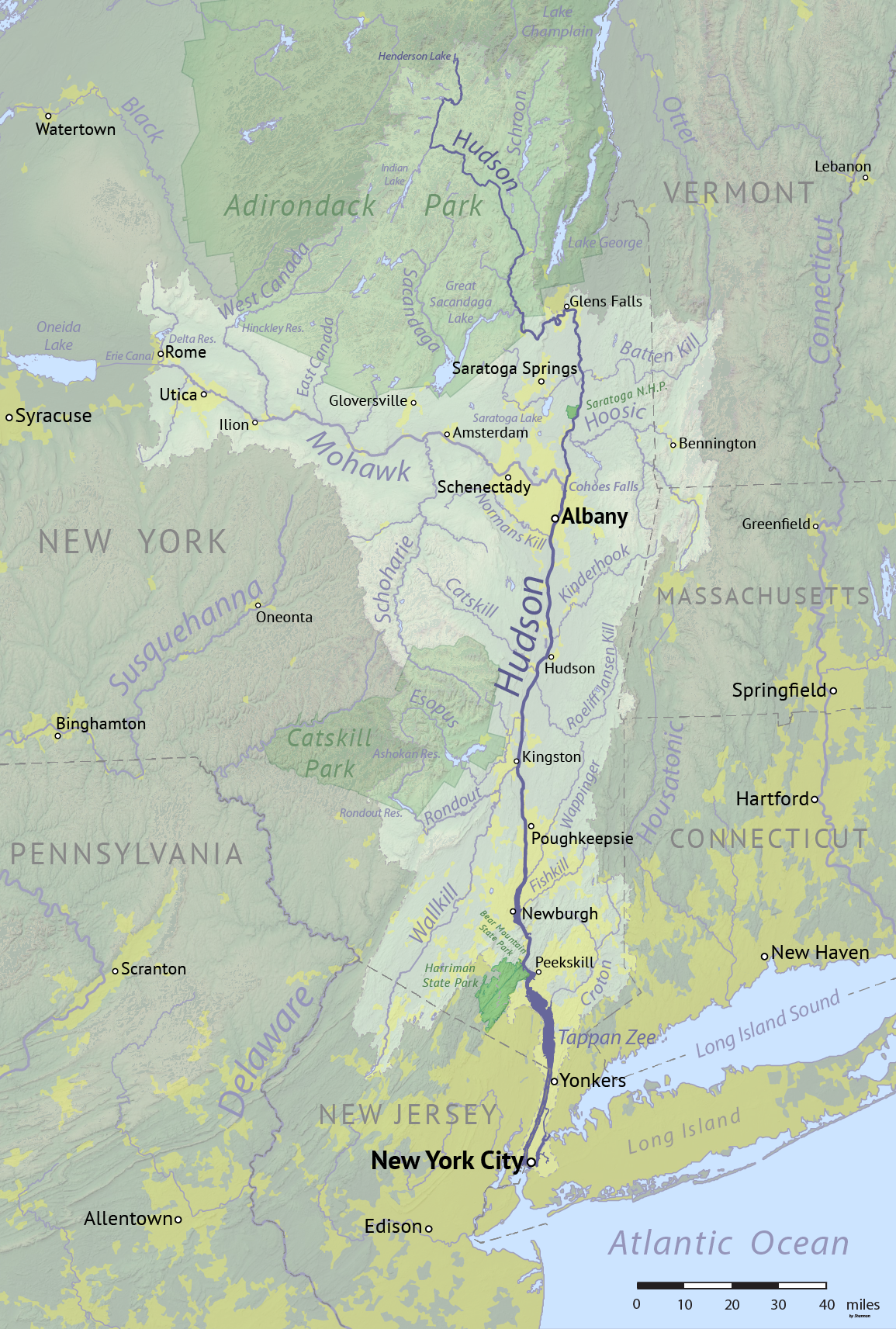
Den nord-sydliga Hudsonfloden med biflödet Mohawk och deras avrinningsområde.

Hudsonfloden (engelska: Hudson River, mohikanska: Muh-he-kun-ne-tuk) är en flod i nordöstra USA. Den rinner nästan uteslutande genom delstaten New York, men under flodens sista 34 kilometer utgör den gränsen mellan delstaterna New York och New Jersey. Floden är cirka 500 kilometer lång och har ett avrinningsområde på 32 400 km².
Delen av Hudsonfloden i staden New York benämns även som North River (nederländska: Noort Rivier), ett namn som använts sedan den nederländska kolonialtiden.

## Bakgrund
Hudsonfloden fick sitt namn från Henry Hudson, en engelsman som tillsammans med holländare utforskade floden 1609. Den första europé som seglade på floden var dock Giovanni da Verrazzano 1524. Under 1600-talet grundades den första europeiska kolonin, Nya Nederländerna.
Hudsonflodens källa är sjön Tear of the Clouds i Adirondack Mountains. Vid staden Albany i delstaten New York får den tillströmning från Mohawkfloden och rinner därifrån nästan rakt söderut tills den mynnar ut i vid Manhattans sydspets i New York Bay, som har direkt förbindelse med Atlanten. Precis innan sitt utlopp i Atlanten används ibland namnet North River. Hudsonfloden är kraftigt förorenad.
Det är en av landets viktigaste transportleder och segelbar för oceangående fartyg i 200 kilometer upp till staden Troy. Eriekanalen öppnades den 26 oktober 1825, och kopplade därmed Hudsonfloden med Eriesjön, och på samma gång städerna vid de Stora sjöarna till Atlanten. Idag kopplas floden samman med de Stora sjöarna genom kanalsystemet New York State Canal System.
Hudsonfloden korsas av en mängd broar, tunnlar och färjor. Bredden på flodens södra del har gjort att det krävts stora ingenjörsprojekt för att lyckas förena de båda sidorna vilket George Washington Bridge, Lincolntunneln och Holland Tunnel är tydliga exempel på.